# Robert J. Walker
Robert John Walker (Northumberland, Pensilvania; 19 de julio de 1801-Washington D. C.; 11 de noviembre de 1869) fue un abogado, economista y político estadounidense. Miembro activo del Partido Demócrata, se desempeñó como senador de los Estados Unidos por Misisipi entre 1835 y 1845, como secretario del Tesoro entre 1845 y 1849 durante la administración del presidente James K. Polk, y brevemente como gobernador del territorio de Kansas en 1857. Fue responsable de redactar el proyecto de ley que estableció el Departamento del Interior de los Estados Unidos.

## Biografía

### Carrera
Admitido en el colegio de abogados de Pensilvania en Pittsburgh en 1821, ejerció la abogacía entre 1822 y 1826 cuando se mudó a Natchez, Misisipi.

#### Senador de los Estados Unidos
Se hizo políticamente prominente durante la crisis de la Anulación de 1832, incluso argumentando el derecho del gobierno federal a coaccionar a los estados rebeldes y ganando elogios del expresidente James Madison. En 1836, se convirtió en el candidato de la Unión para el Senado de los Estados Unidos por Misisipi y ganó las elecciones contra el titular George Poindexter, quien lo había criticado por manipular las ofertas para comprar tierras que Misisipi había adquirido de los Choctaw como resultado del tratado de Dancing Rabbit Creek.
Un ferviente expansionista, apoyó la administración del presidente Andrew Jackson y votó a favor del reconocimiento de la república de Texas en 1837 y en enero de 1844 propuso la anexión de Texas, sujeta a la emancipación y colonización graduales de su población negra, por lo que John C. Calhoun lo criticó.
Como senador y propietario de esclavos, defendió la esclavitud, al tiempo que se oponía al comercio de esclavos africanos y favorecía la emancipación gradual y los esfuerzos de la sociedad de Colonización Estadounidense.
Afirmó que había que anexar Texas independiente para evitar que cayera en manos de Gran Bretaña, que lo usaría para extender la subversión por todo el sur. Advirtió a los norteños que si Gran Bretaña lograba socavar la esclavitud, los esclavos liberados irían al norte.

#### Secretario del Tesoro
Como secretario del Tesoro, fue responsable de financiar la guerra entre México y Estados Unidos, pero lo hizo de manera muy flexible.
Durante este conflicto, el Tesoro de los Estados Unidos parecía corto de dinero. Se había retirado una cantidad grande de fondos (unos USD 6 millones) de los departamentos de intendencia y economato del ejército. La investigación reveló que USD 1,1 millones de esos fondos se habían depositado en el banco de Corcoran and Riggs, que a su vez invirtió los fondos en valores bursátiles. Polk, que se había postulado con una plataforma anti-banca, escribió en su diario que fue el momento más problemático de su presidencia. Enfrentar a Walker solo produjo respuestas vagas e informales. Polk ordenó una investigación, pero Walker aún no podía darle a Polk las respuestas que necesitaba. Finalmente, Walker le dijo a Polk que los 600 000 dólares que quedaban en manos de los banqueros se distribuirían entre el ejército y Polk perdió interés en el asunto. No se probó ninguna artimaña antes de que se abandonara la investigación. Sin embargo, antes del nombramiento inicial de Walker, el mentor de Polk, Andrew Jackson, le había advertido que "no se podía confiar en Walker con el dinero de la nación".
Después de dejar el cargo en 1849, reanudó su práctica legal en Washington D. C.